# Oriol Boronat
Oriol Boronat (* 11. Mai 1992 in Barcelona) ist ein ehemaliger spanischer Eishockeyspieler, der einen Großteil seiner Karriere beim CG Puigcerdà in der Superliga unter Vertrag stand.

## Karriere
Oriol Boronat begann seine Karriere als Eishockeyspieler in der Nachwuchsabteilung des FC Barcelona, für den er 2009 sein Debüt in der Superliga gab. 2012 wechselte er aus seiner Heimatstadt zum Ligakonkurrenten CG Puigcerdà an die französische Grenze. Aber nach nur einem Jahr verließ er den Wintersportort wieder und kehrte in die katalanische Metropole zurück, wo er zwei weitere Jahre beim FC Barcelona spielte. Seit 2015 stand er wieder in Puigcerdà auf dem Eis und wurde mit dem Klub 2020 spanischer Meister und 2022 spanischer Pokalsieger. 2023 beendete er seine aktive Laufbahn.

### International
Für Spanien nahm Boronat im Juniorenbereich an den U18-Junioren-Weltmeisterschaften der Division II 2008, 2009 und 2010 sowie den U20-Junioren-Weltmeisterschaften der Division II 2009, 2010, 2011 und 2012 teil. In seinem letzten Junioren-Jahr wurde er dabei als bester Spieler seines Teams ausgezeichnet.
Sein Debüt in der Herrennationalmannschaft gab er bei der Weltmeisterschaft der Division II 2010, als den Spaniern beim Turnier in Mexiko-Stadt der erstmalige Aufstieg in die Division I gelang. Trotz dieses Erfolges gehörte Boronat erst 2013, die Iberer waren zwischenzeitlich wieder in die Division II abgestiegen, zum WM-Kader seines Heimatlandes. Auch 2014, als er als Torschützenkönig und Topscorer auch zum besten Stürmer gewählt wurde, 2015, 2017, 2018, als er als Topscorer und zweitbester Vorbereiter (gemeinsam mit dem Neuseeländer Jordan Challis) nach seinem Landsmann Adrián Ubieto auch zum besten Spieler seiner Mannschaft gewählt wurde, und 2019 nahm er an der Weltmeisterschaft der Division II teil.
Zudem nahm er für seine Farben am Qualifikationsturnier für die Olympischen Winterspiele 2014 in Sotschi teil. Dort schieden die Spanier bereits beim Erstrundenturnier in Kiew trotz eines überraschenden 5:4-Erfolges über Estland, zu dem Boronat alleine drei Tore beisteuerte, aus. Auch bei der Qualifikation für die Olympischen Winterspiele 2022 in Peking stand Boronat im spanischen Aufgebot.

### Trainer
Boronat war Trainer der andorranischen Eishockeynationalmannschaft beim Development Cup 2017.

## Erfolge und Auszeichnungen
- 2010 Aufstieg in die Division I bei der Weltmeisterschaft der Division II, Gruppe A
- 2014 Aufstieg in die Division II, Gruppe A, bei der Weltmeisterschaft der Division II, Gruppe B
- 2014 Bester Stürmer, Torschützenkönig und Topscorer bei der Eishockey-Weltmeisterschaft der Division II, Gruppe B
- 2018 Aufstieg in die Division II, Gruppe A, bei der Weltmeisterschaft der Division II, Gruppe B
- 2018 Topscorer der Weltmeisterschaft der Division II, Gruppe B
- 2020 Spanischer Meister mit dem CG Puigcerdà
- 2022 Spanischer Pokalsieger mit dem CG Puigcerdà